# Елен Кеј
Елен Каролина Софија Кеј (швед. Ellen Karolina Sofia Key; Сундсхолм, 11. децембар 1849 — Странд, 25. април 1926) је била шведска јавна радница и педагог, позната феминисткиња и списатељица, чија дјела обухватају породични живот, етику и образовање.

## Биографија и рад
Елен Кеј је рођена 1849. године у јужној Шведској. Отац јој је био истакнути политичар (шеф Демократске странке у шведском парламенту), присталица друштвених погледа Жана Жака Русоа. Била је дуго лични очев секретар. Срела је многе знамените људе Шведске и осталих нордијских земаља. Ширила је своје видике и у непосредним сусретима са људима, али и одговарајућом литературом. Говорила је неколико језика.
Рано се заинтересовала за права жена и феминистички покрет, и сматрана је једном од истакнутих феминисткиња свог времена. Као одлучну противницу неких од тада основних захтева феминизма, због неких конзервативних погледа на жене, неки су је сматрали и за антифеминисткињу у исто вријеме. У тој области познато је њено дјело „Злоупотреба женске снаге“ из 1895. године. Борећи се за права и помоћ женама „нижих класа“, основала је и руководила једним радничким заводом у Стокхолму.
Године 1880. запослила се као наставник историје и књижевности у једној вишој женској школи. Од тог тренутка почела је вема активно да се бори и за „права дјетета“, њихово „природно васпитање“ и „нову школу“. Сматрала је да је борба за права жена неодвојива од борбе за права дјетета, и да права једног условљавају права другог. То је дошло до изражаја у њеном главном дјелу из 1900. године „Вијек дјетета“.
Кеј је одрасла у строгом хришћанском домаћинству, али док је одрастала почела је да преиспитује своје ставове. Од 1879. године је почела да изучава дјела Дарвина, Спенсера и Хакслија. У јесен исте године се и сусрела са Хакслијем и Хекелом, њемачким биологом и филозофом, у Лондону. Снажан утицај на њене ставове и рад имала је теорија еволуције, у коју је почела да вјерује.

## Дјела
Главно дјело Елен Кеј, „Вијек дјетета“, симболично објављено 1900. године, је најобимније и најцјеловитије. У њему је изложила своје друштвено-педагошке погледе. Дјело је, иначе, посвећено „свим родитељима који се, у новом вијеку, надају да ће створити новог човјека“.
На српски језик није преведен „Вијек дјетета“ у потпуности. Само двије публикације постоје, објављене у облику засебних књига, које садрже основна поглавља (у тим преводима то није назначено), под називима „О васпитању дјетета у школи“, која садржи преведена три поглавља из „Вијека дјетета“ („Душевна убијства у школи“, „Школа будућности“ и „Настава у религији“) и „О васпитању дјетета код куће“, која садржи два потпоглавља („Васпитање“ и „Без дома“). Наслови свих осам поглавља овог дјела слиједе:
1. Право дјеце да бирају своје родитеље
2. Нерођено покољење и женски рад
3. Васпитање
4. Одвојеност од куће и породице
5. Душевна убијства у школи
6. Школа будућности
7. Настава у религији и
8. Дјечји рад и дјечје преступништво

Поред дјелимичног превода овог њеног вјероватно најбитнијег дјела, на српски језик су преведене још неке књиге Елене Кеј:
- Млади нараштај[2]
- Љубав и етика[3]
- Женски покрет[4]
- Есеји о љубави и браку[5]